# Ornament (artă)
În arhitectură și artele decorative, ornamentul este un decor folosit pentru înfrumusețarea părților unei clădiri sau a unui obiect.  Elementele figurative mari, cum ar fi sculptura monumentală și echivalentele lor în arta decorativă, sunt excluse din termen; majoritatea ornamentelor nu includ figuri umane și, dacă sunt prezente, sunt mici în comparație cu scara generală. Ornamentele arhitecturale pot să fie sculptate din piatră, lemn sau metale prețioase, modelate din stuc sau lut, pictate ori imprimate pe o suprafață ca ornament aplicat; în alte arte aplicate, materialul principal al obiectului sau altul poate să fie folosit, cum ar fi vopseaua sau emailul.

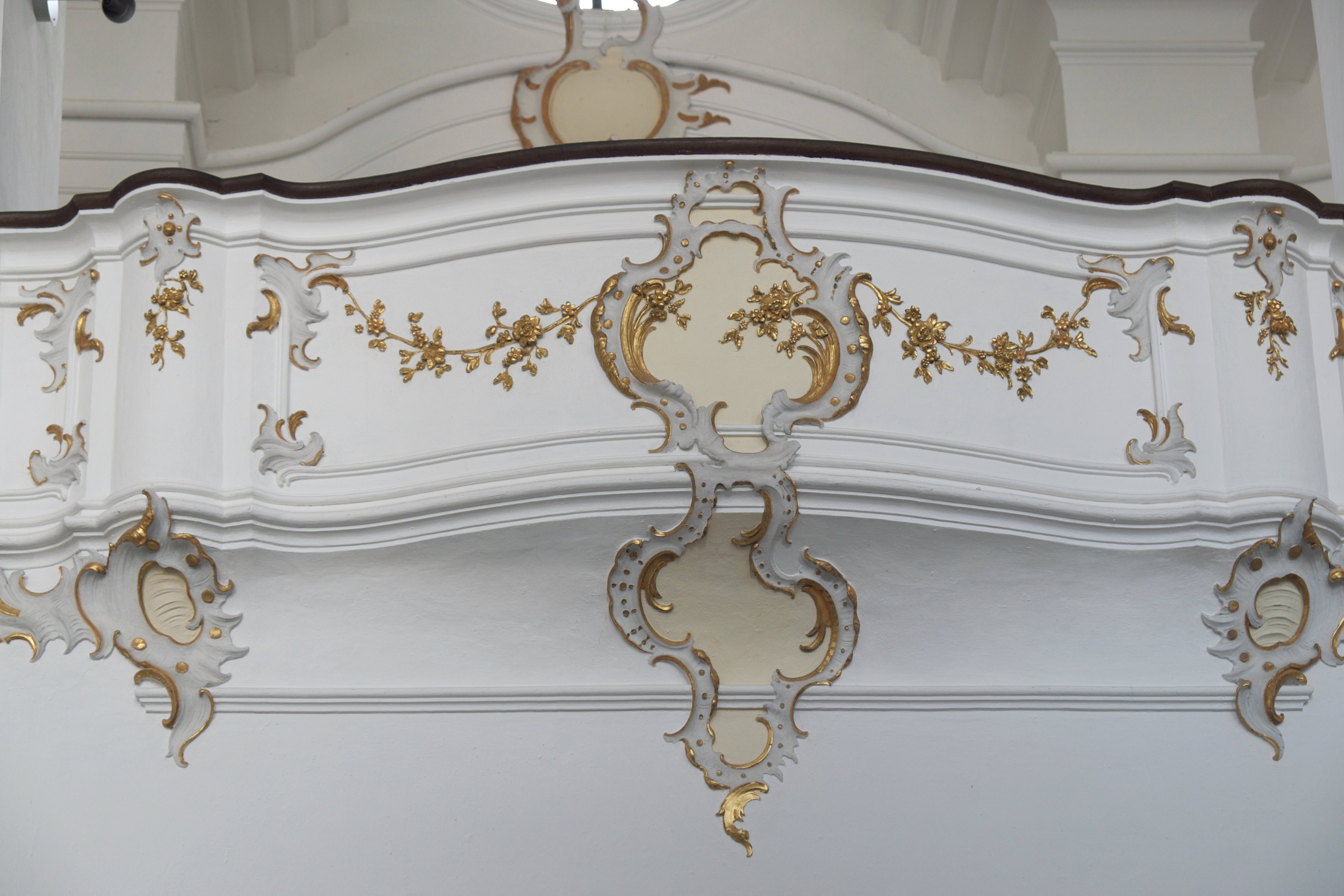
Balcon rococo din secolul al XVIII-lea, în Bavaria. Însăși forma e ornamentală, fiind pedeasupra și decorată cu stucaturi pictate

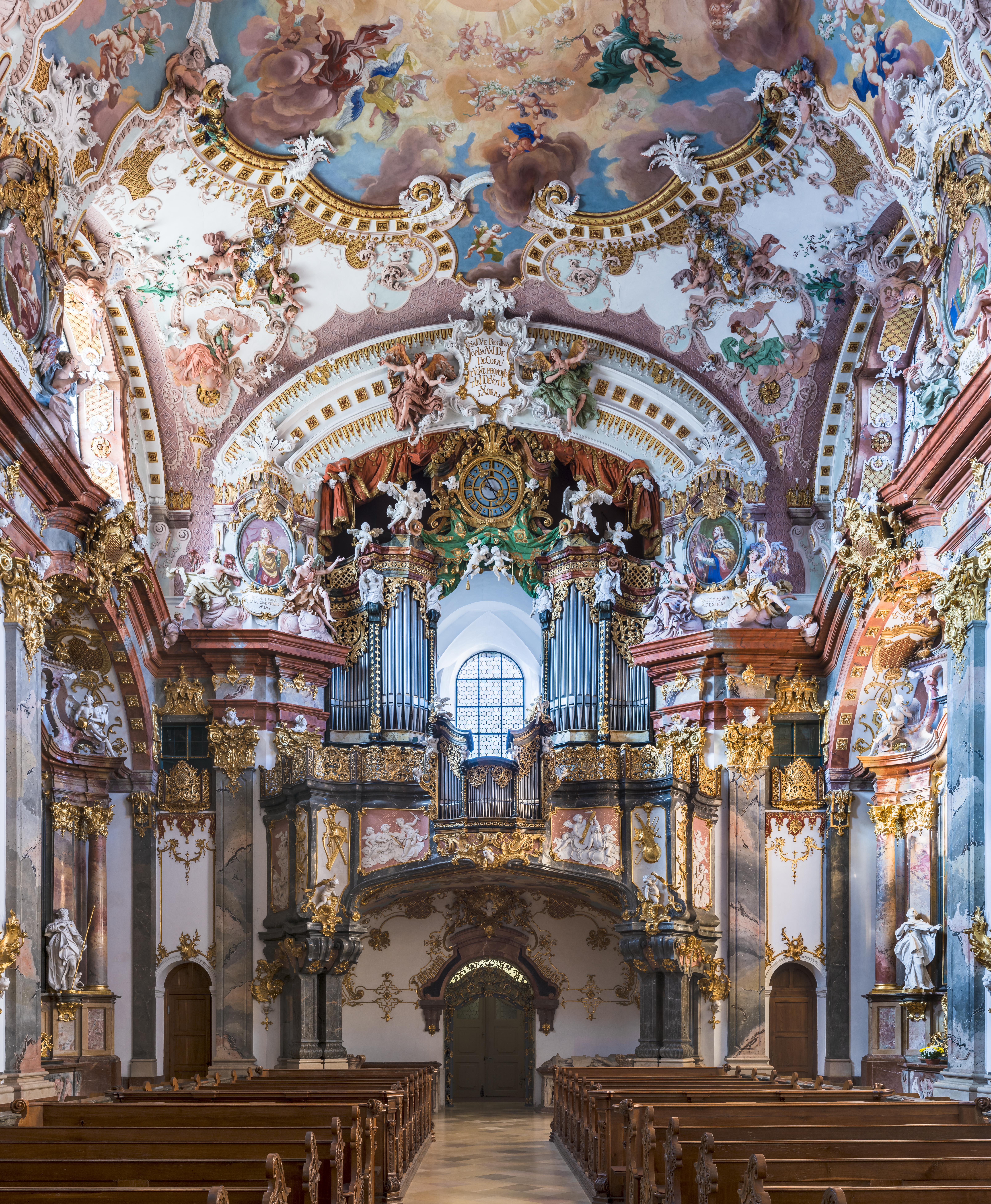
Uimitorul interior rococo al Mănăstirii Wilhering (Wilhering, Austria). Respectivul interior are o trompe-l'œil pe tavanul său, înconjurată de stucaturi foarte ornamentate

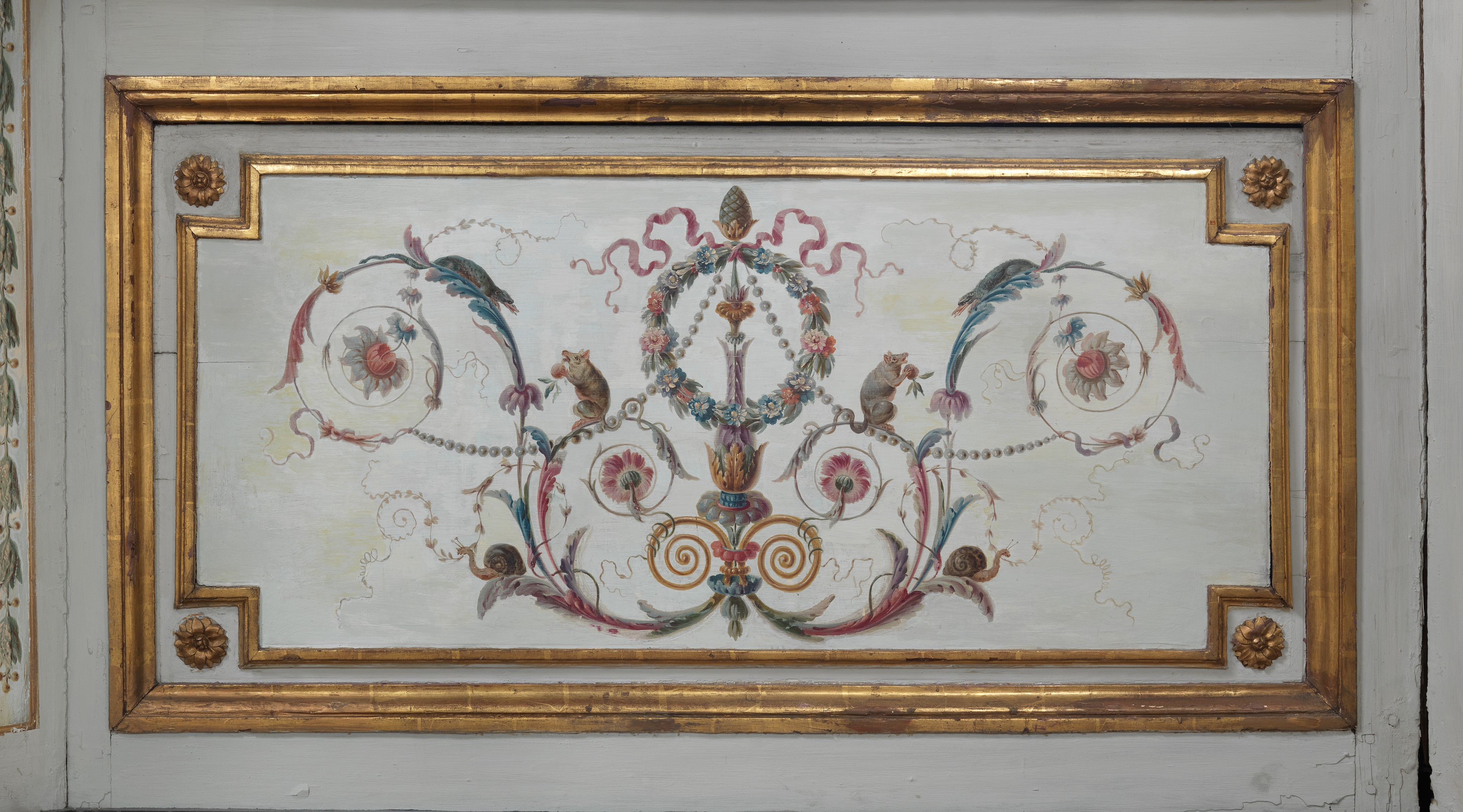
Arabesc într-un boudoir luat din Hôtel de Crillon, în Muzeul Metropolitan de Artă (New York City)

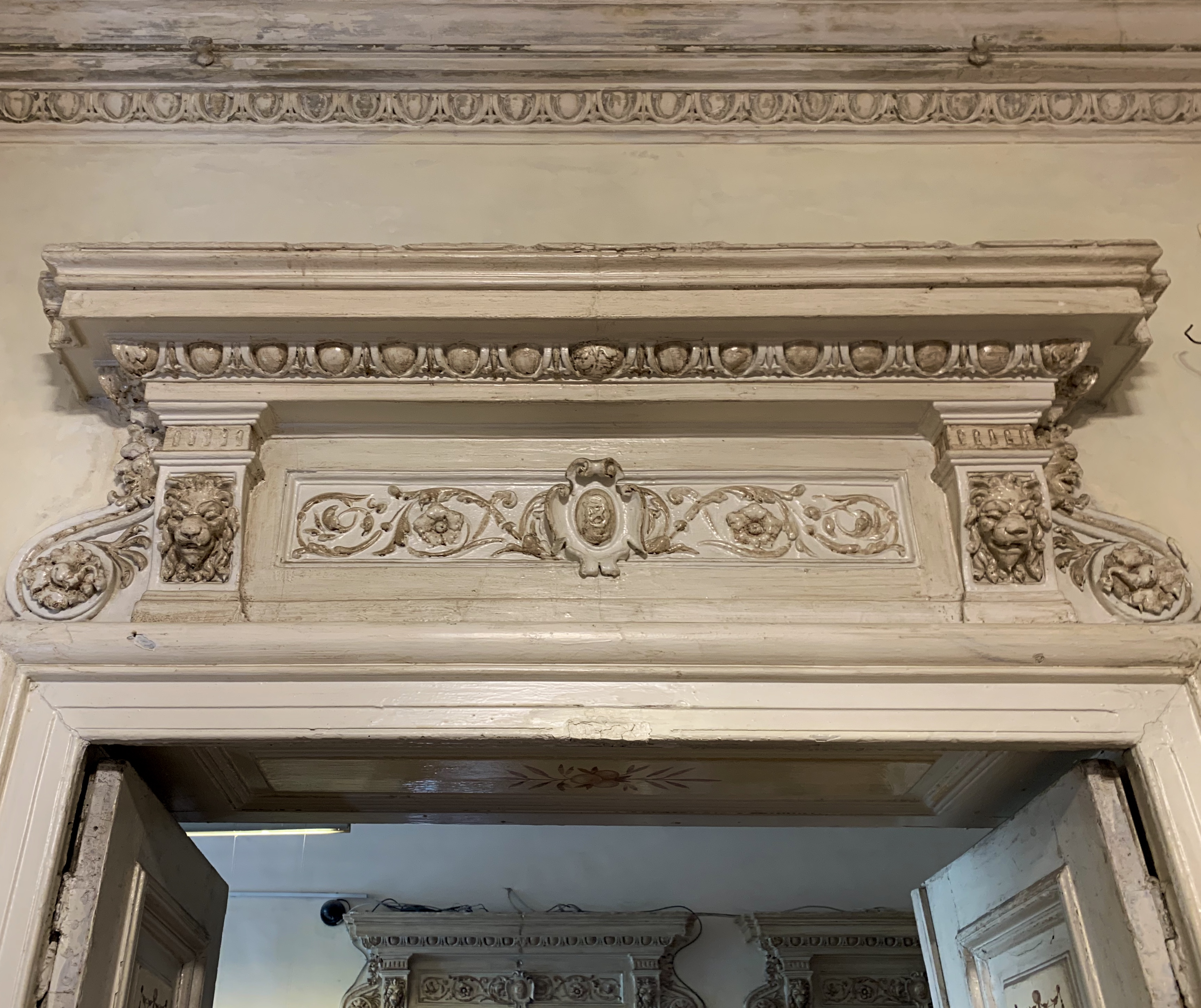
Ornamente neorenascentiste deasupra unei uși din Casa Sturdza din București, fiecare ușa având aceiași decorație deasupra ei

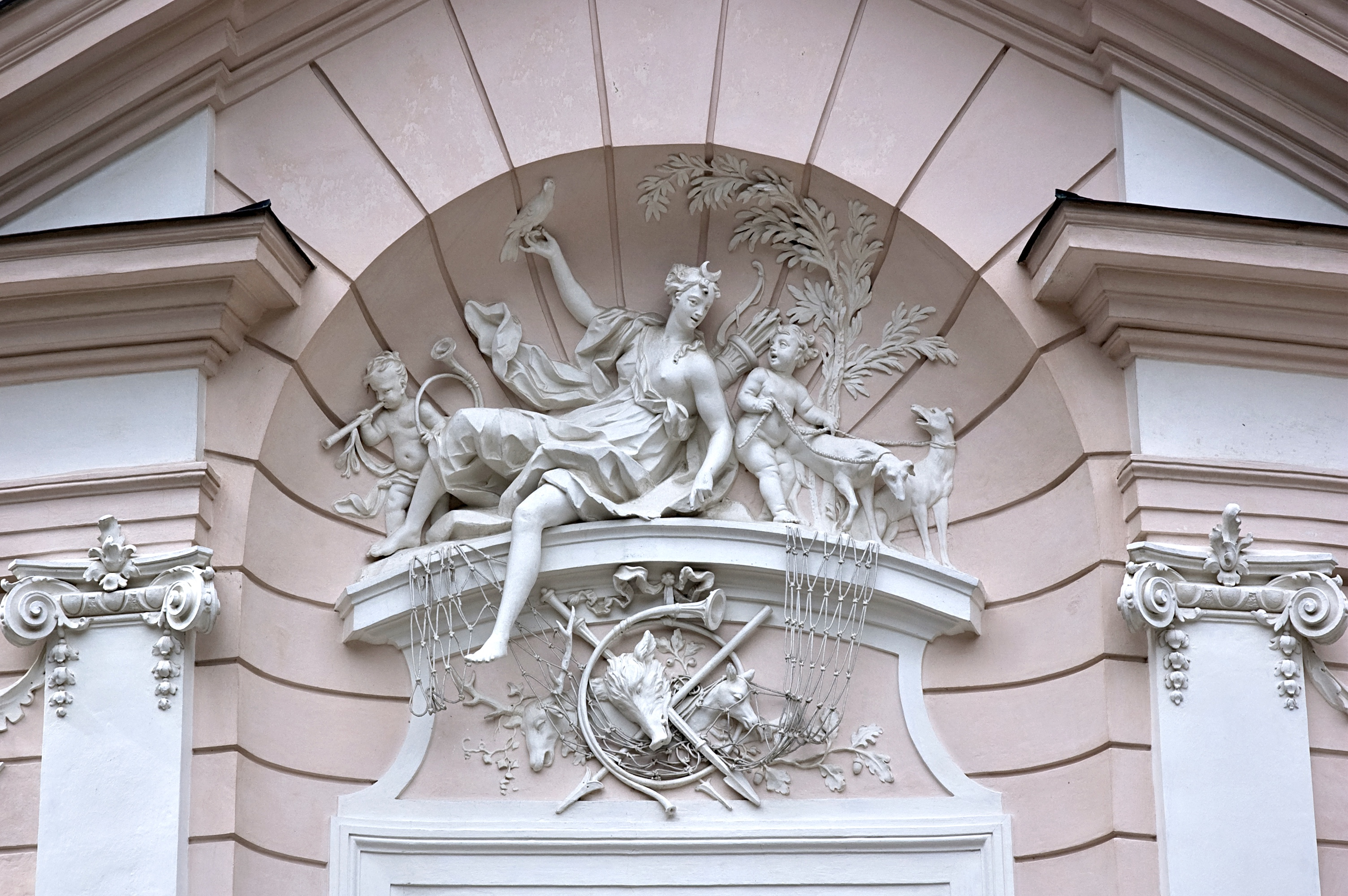
Relieful cu Diana de la Amalienburg, în München (Germania)

O mare varietate de stiluri și motive decorative au fost dezvoltate pentru arhitectură și arte aplicatele, inclusiv pentru ceramică, mobilă și obiecte de metal. La textile, tapet și alte obiecte la care decorarea poate să fie principala justificare a existenței lor, termenii „model” sau „design” sunt mai probabil folosiți. Gama largă de motive folosite în ornamente se extrage din forme și modele geometrice, plante, figuri umane și animale.  În toată Eurasia și lumea mediteraneană există o tradiție bogată a ornamentelor pe bază de plante de peste trei mii de ani; ornamentele tradiționale din alte părți ale lumii bazându-se de obicei mai mult pe motive geometrice și animale.
Într-un eseu din 1941, istoricul în arhitectură Sir John Summerson l-a numit„modulație de suprafață”.  Cele mai vechi ornamente aparțin adesea culturilor preistorice, fiind marcaje simple pe ceramică, în timp ce ornamentele din alte materiale (inclusiv tatuajele) au fost pierdute. Acolo unde a fost folosită roata olarului, tehnologia a făcut foarte ușor unele tipuri de ornamentare; țesătura e o altă tehnologie care, de asemenea, se pretează foarte ușor decorării sau modelului și, într-o anumită măsură, îi dictează forma. Ornamentul a fost evident în civilizații de la începutul istoriei înregistrate, variind de la arhitectura egipteană antică până la lipsa afirmativă de ornament a arhitecturii moderniste din secolul XX.
Ornamentul implică faptul că obiectul ornamentat are o funcție pe care un echivalent neornamentat ar putea să o îndeplinească.  În cazul în care obiectul nu are o astfel de funcție, dar există doar ca să fie o operă de artă, cum ar fi o sculptură sau o pictură, termenul e mai puțin probabil să fie folosit, cu excepția elementelor periferice. În ultimele secole s-a aplicat o distincție între artele frumoase și cele aplicate sau decorative (cu excepția arhitecturii), ornamentul fiind văzut în principal ca o trăsătură a clasei din urmă.

## Istorie

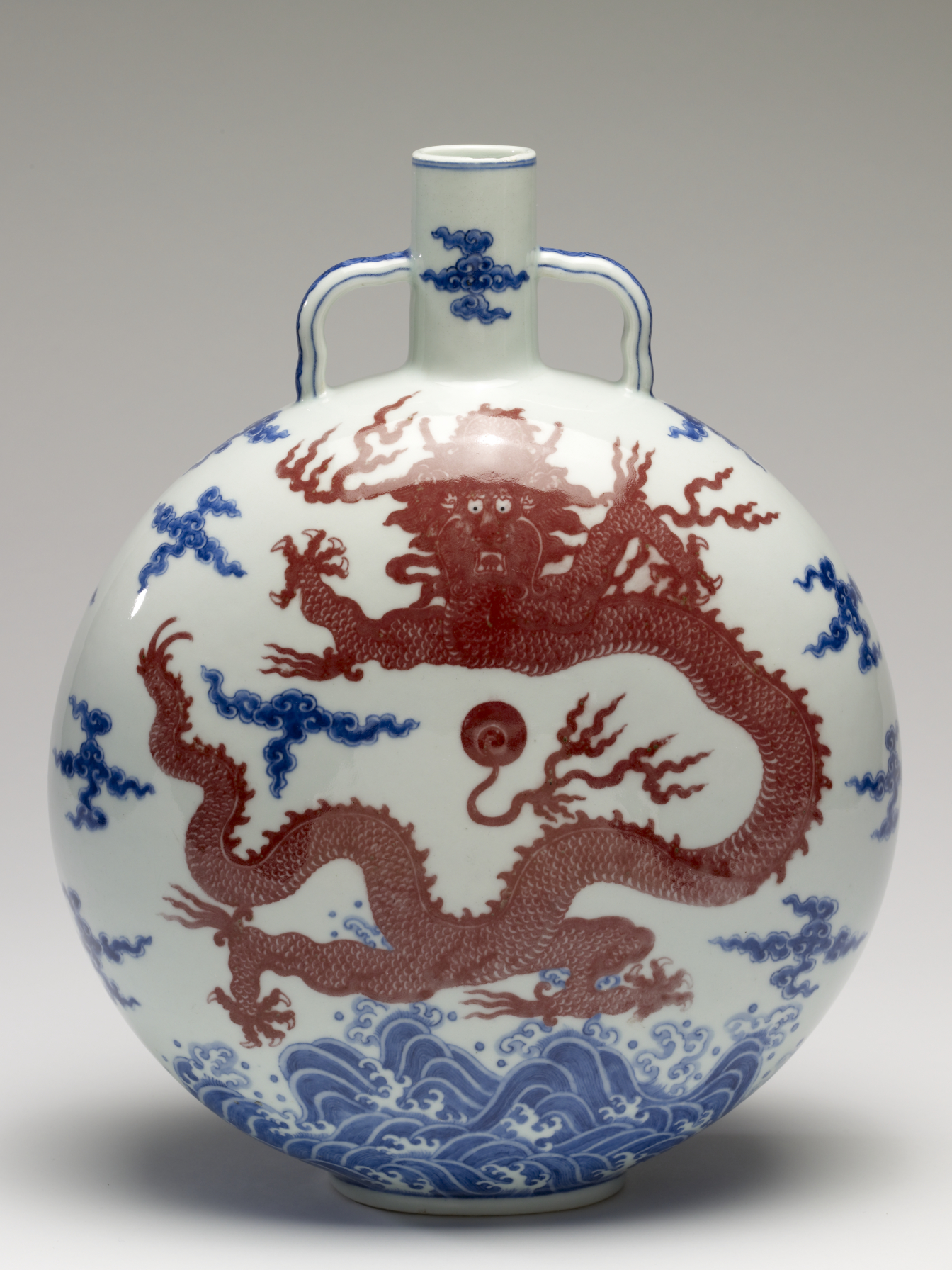
Vază chinezească decorată cu un dragon, nori și niște valuri, un exemplu de porțelan de Jingdezhen

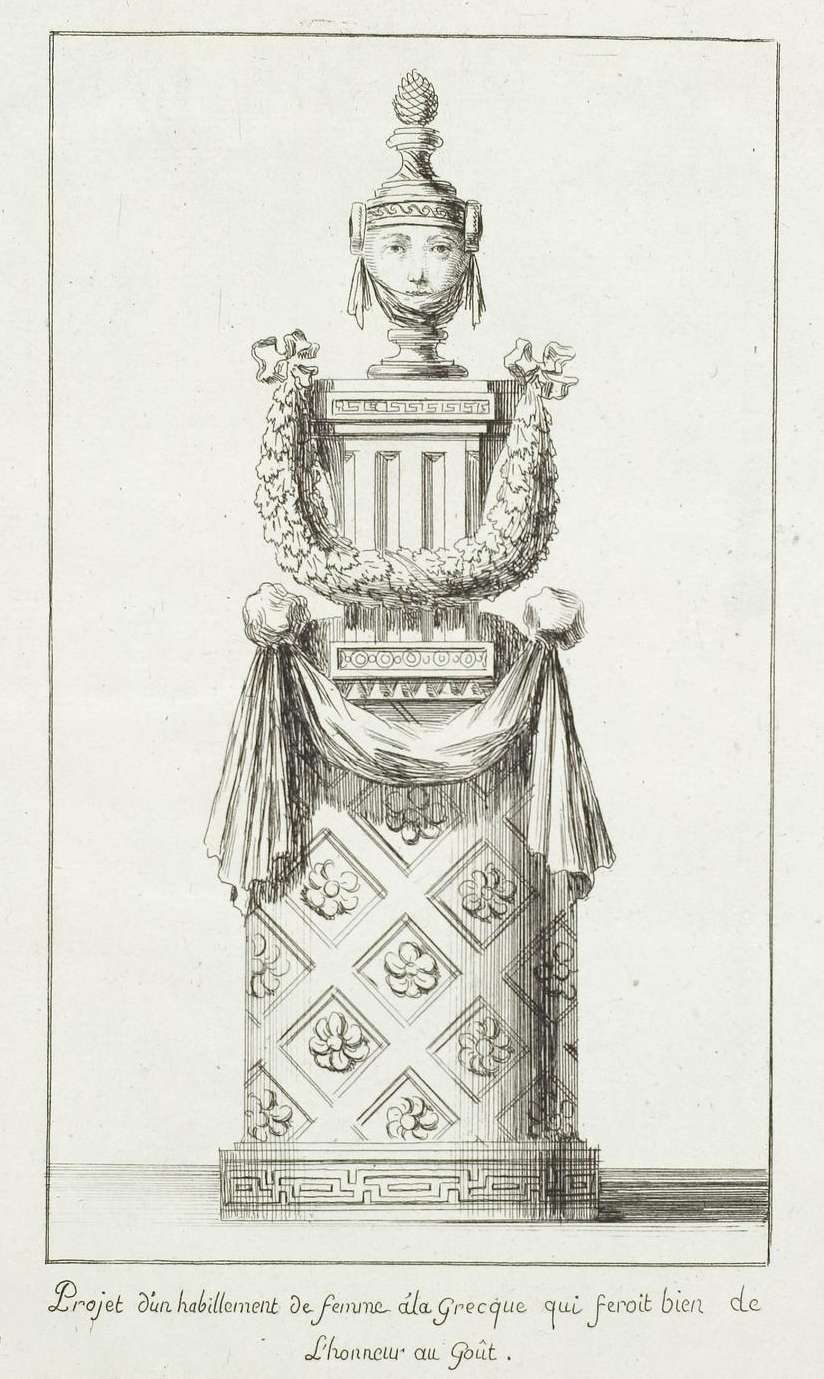
O ilustrație din secolul al XVIII-lea a unei femei făcute din ornamente și elemente al arhitecturii clasice

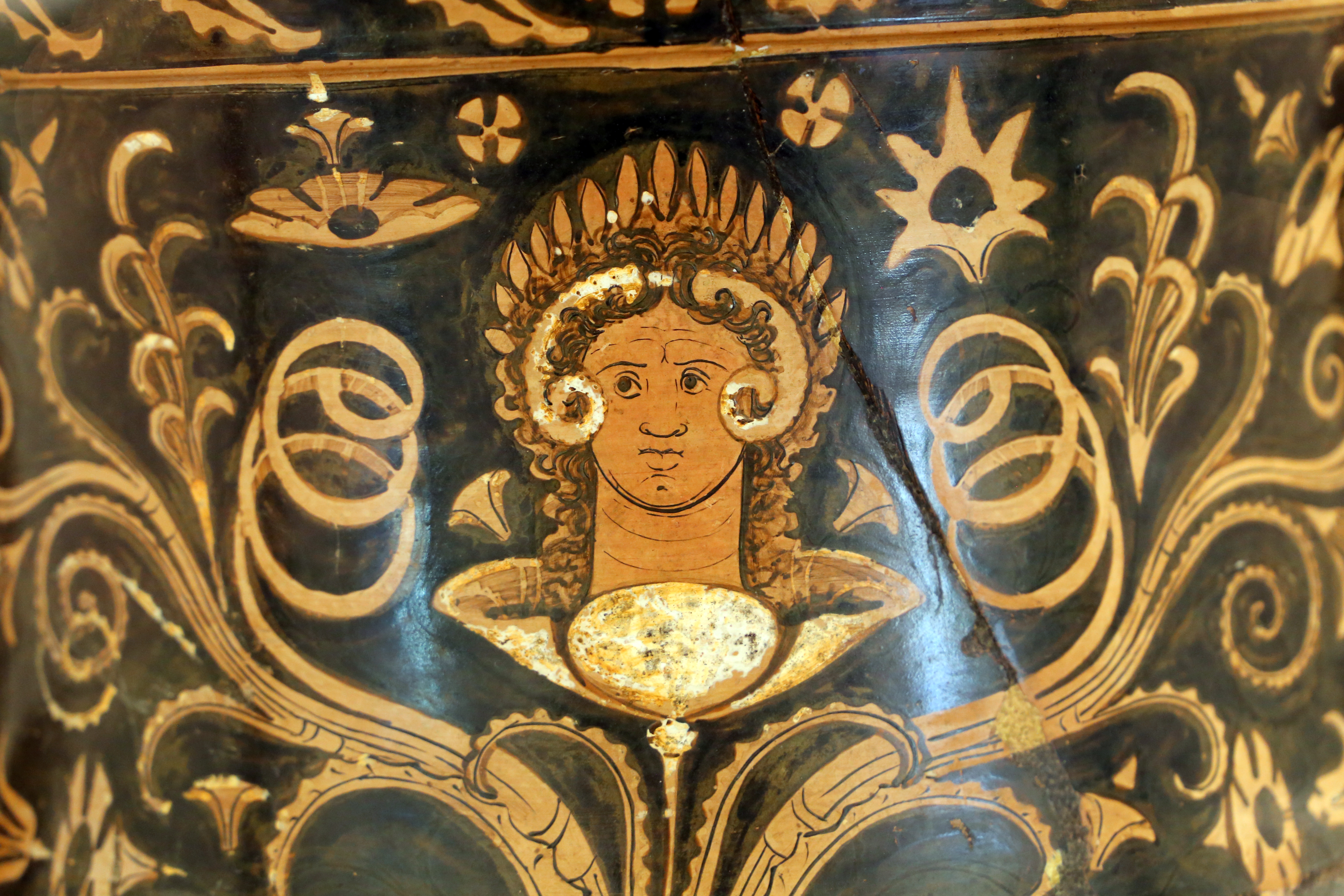
Ornamente pe un crater grec antic

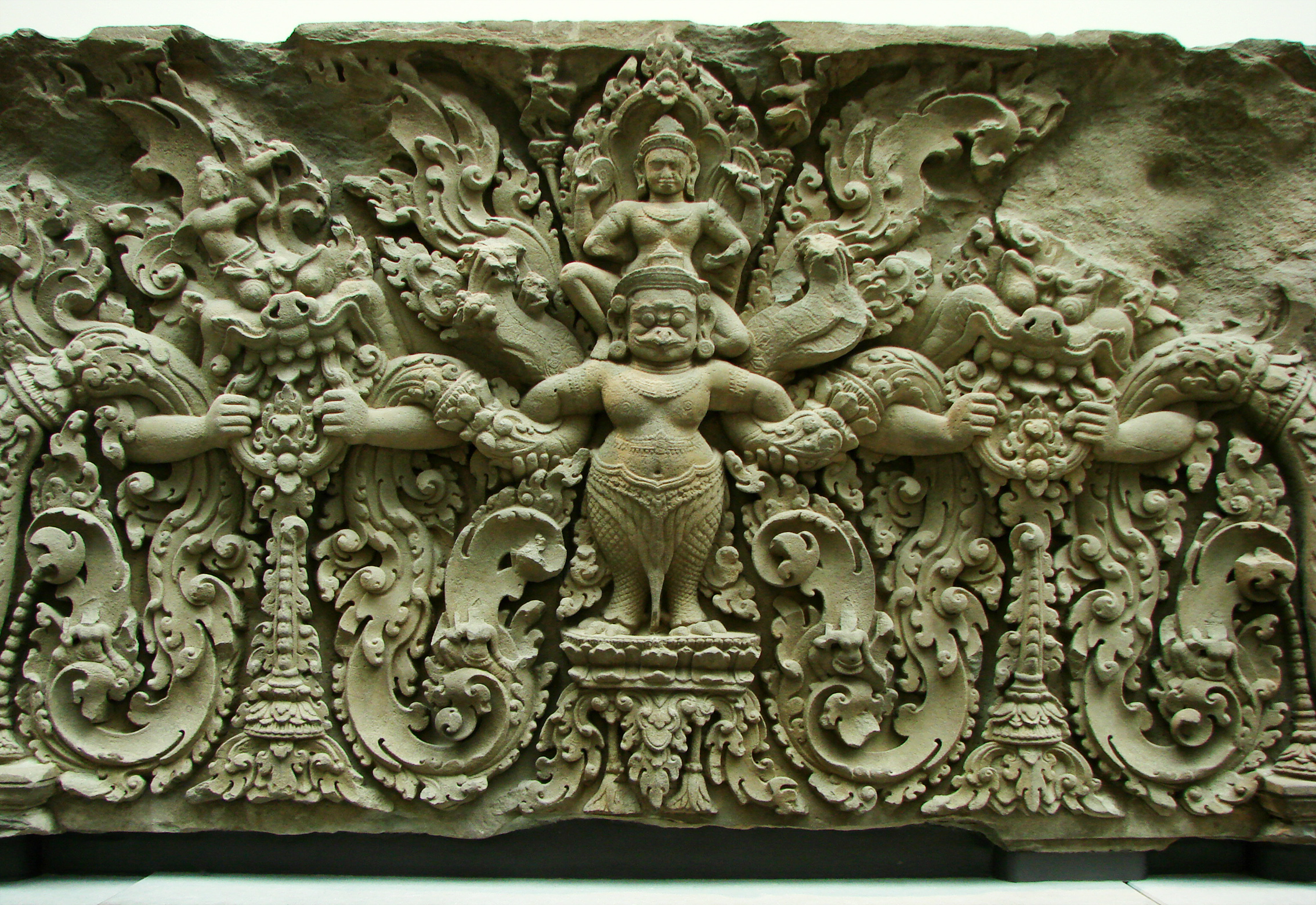
Buiandrug khmer în stilul Preah Ko, secolul al IX-lea târziu, reminiscent unor stiluri europene ulterioare

Istoria artei în multe culturi arată o serie de tendințe asemănătoare valurilor în care nivelul ornamentului folosit crește pe parcursul unei perioade, înainte ca o reacție ascuțită să revină la forme mai simple, după care ornamentația crește treptat din nou.  Modelul este deosebit de clar în arta europeană post-romană, unde arta insulară foarte ornamentată din Cartea din Kells și alte manuscrise a influențat Europa continentală, dar arta carolingiană și cea ottoniană de inspirație clasică a înlocuit-o în mare măsură. Ornamentul a crescut de-a lungul perioadelor romanică și gotică, dar a fost mult redus în stilurile Renașterii timpurii, din nou sub influența clasică. O altă perioadă de creștere, în manierismul nordic, baroc și rococo, a fost oprită de neoclasicism și perioada romantică, înainte să fie reluat în secolul al XIX-lea de stilul Napoleon al III-lea, artele decorative victoriene și echivalentele lor din alte țări, ca să fie după acea decisiv de mișcarea Arts and Crafts și apoi de modernism.
Studierea detaliată a formelor ornamentale eurasiatice a fost începută de Alois Riegl în studiul său formalist Stilfragen: Grundlegungen zu einer Geschichte der Ornamentik (Probleme de stil: fundații pentru o istorie a ornamentelor) din 1893, care în acest proces și-a dezvoltat conceptul influent al Kunstwollen-ului. Riegl a urmărit continuitatea și dezvoltarea formalistică în formele de plante decorative de la arta egipteană antică și alte civilizații antice din Orientul Apropiat prin lumea clasică până la arabescul artei islamice.  În timp ce conceptul de Kunstwollen are puțini adepți astăzi, analiza sa de bază a dezvoltării formelor a fost confirmată și rafinată de '!corpusul mai larg de exemple cunoscut astăzi. Jessica Rawson a extins recent analiza, acoperind arta chineză, pe care Riegl nu a acoperit-o, urmărind multe elemente ale ornamentării chinezești înapoi la aceeași tradiție; contextul comun contribuind la asimilarea motivelor chinezești în arta persană după invazia mongolă într-un mod armonios și productiv.
Stilurile de ornamentare pot să fie studiate cu referire la cultura specifică care a dezvoltat forme unice de decorare sau ornamentare modificate din alte culturi. Cultura egipteană antică e, fără îndoială, prima civilizație care a adăugat decor pur clădirilor sale. Ornamentele iau forma lumii naturale din acel climat, decorând capitelurile coloanelor și pereților cu reprezentări stilizate de papiruși și palmieri. Cultura asiriană a produs ornament care arată influență din surse egiptene și o serie de teme originale, inclusiv figuri de plante și animale din regiune.
Civilizația greacă antică a creat multe forme noi de ornamente, care au fost răspândite în toată Eurasia, ajutate de cuceririle lui Alexandru cel Mare și de expansiunea budismului, care a dus unele motive în Asia de Est într-o formă oarecum modificată. În Occident, formele romane antice romanizate ale ornamentelor grecești au durat aproximativ un mileniu și, după o perioadă în care au fost înlocuite cu forme gotice, sunt revigorate puternic în timpul Renașterii italiene și rămân extrem de folosite astăzi.

## Printuri cu ornamente și cărți cu modele

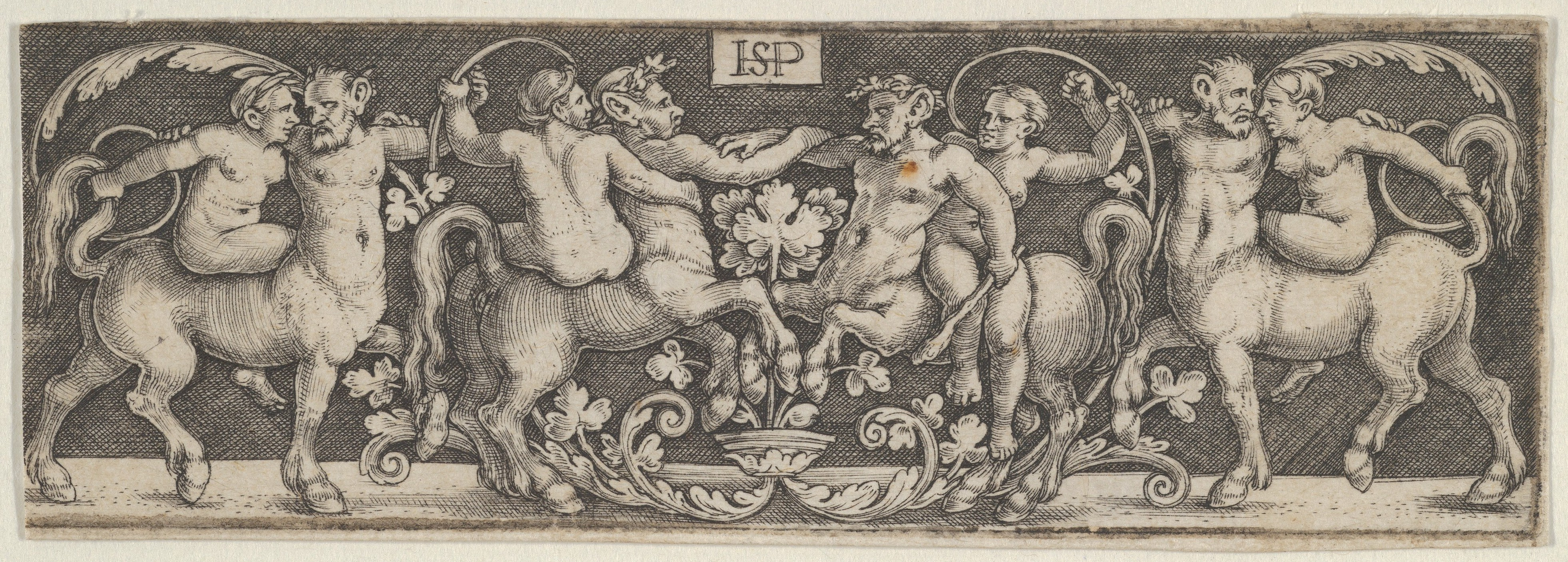
Print cu ornamente de Sebald Beham, Centauri luptându-se cu bărbați călare

Câteva caiete medievale supraviețuiesc, cel mai cunoscut fiind al lui Villard de Honnecourt (secolul al XIII-lea), care arată cum artiștii și meșterii consemnau desenele pe care le-au văzut pentru folosiri ulterioare. Odată cu sosirea tiparului, printurile/tipăriturile ornamentale au devenit o parte importantă a producției tipografilor, în special în Germania, și au jucat un rol vital în răspândirea rapidă a noilor stiluri renascentiste către producătorii de tot felul de obiecte.  Pe lângă ornamentul clasic reînviat, atât stilul arhitectural, cât și stilul grotesc derivat din decorarea interioarelor romane, ele includeau noi stiluri ca morescul, o adaptare europeană a arabescului islamic (o distincție nu mereu clară la acea vreme).
Pe măsură ce tipărirea a devenit mai ieftină, printurile cu un singur ornament s-au transformat în seturi și apoi în cele din urmă în cărți. Din secolul al XVI-lea până în secolul al XIX-lea, au fost publicate cărți de modele în Europa, care au dat acces la elemente decorative, în cele din urmă incluzându-le și pe cele consemnate din culturi din toată lume. I quattro libri dell'architettura (Patru cărți despre arhitectură) de Andrea Palladio (Veneția, 1570), care a inclus atât desene ale clădirilor romane clasice, cât și redări ale desenelor proprii ale lui Palladio folosind respectivele motive, a devenit cea mai influentă carte scrisă vreodată despre arhitectură. Napoleon a făcut ca marile piramide și temple ale Egiptului să fie documentate în Description de l'Égypte (1809).  Owen Jones a publicat The Grammar of Ornament în 1856 cu ilustrații colorate de ornamente din Egipt, Turcia, Sicilia și Spania.  El s-a stabilit în Palatul Alhambra ca să facă desene și piese turnate cu detalii ale ornamentelor islamice de acolo, inclusiv arabescuri, caligrafii și modele geometrice. Interesul pentru arhitectura clasică a fost, de asemenea, alimentat de tradiția călătoriei în Marele Tur și de traducerea literaturii timpurii despre arhitectură în operele lui Vitruvius și Michelangelo.
În timpul secolului al XIX-lea, folosirea acceptabilă a ornamentului și definirea sa precisă au devenit sursa controverselor estetice în arhitectura academică occidentală, pentru că arhitecții și criticii lor au căutat un stil adecvat. „Marea întrebare este”, a pus Thomas Leverton Donaldson în 1847, „trebuie să avem o arhitectură a perioadei noastre, un stil distinct, individual, palpabil al secolului al XIX-lea?”. În 1849, când Matthew Digby Wyatt a văzut Expoziția Industrială Franceză din 1844 înființată pe Bulevardul Champs-Élysées din Paris, a dezaprobat în termeni modern și recunoscuți ornamentele de ipsos din bronz fals și din rumeguș:

Atât în interior, cât și în exterior, există o mulțime de ornamente fără gust și neprofitabile... Dacă fiecărui material simplu i s-ar fi permis să-și spună propria poveste și liniile construcției aranjate astfel încât să conducă la un sentiment de măreție, calitățile de „putere” și „adevăr”, pe care trebuie să le asigure în mod necesar întinderea enormă, nu ar fi reușit cu greu să stârnească admirația, și asta cu o economie foarte considerabilă de cheltuieli.

Contactele cu alte culturi prin colonialism și noile descoperiri ale arheologiei au extins repertoriul de ornamente la dispoziția celor cărora le plac stilurile înviate (cum sunt cel neoclasic, cel neoegiptean, cel neomayaș, și alte,e care încep cu „neo-”). După aproximativ 1880, fotografia a făcut ca detaliile ornamentelor să fie disponibile și mai mult decât pe scară largă.

## Ornamentul modern
Ornamentele moderne produse de gatere sunt realizate din lemn, materiale plastice, materiale mixte, etc. Ele vin în multe culori și forme. Arhitectura modernă, concepută ca eliminarea ornamentului în favoarea structurilor pur funcționale, a lăsat arhitecților problema modului de a împodobi în mod corespunzător structurile moderne. Au existat două rute disponibile din această criză percepută. Una a fost să încercăm să concepem un vocabular ornamental care să fie nou și în esență contemporan. Acesta a fost traseul parcurs de arhitecți ca Louis Sullivan și elevul său Frank Lloyd Wright, sau de unicul Antoni Gaudí. Art Nouveauul popular la începutul secolului XX, a fost în parte un efort conștient de a dezvolta un astfel de vocabular „natural” al ornamentelor.
O cale mai radicală a abandonat cu totul folosirea ornamentelor, ca în unele modele pentru obiecte de Christopher Dresser. La acea vreme, astfel de obiecte ar fi putut să fie găsite în multe articole nepretențioase de zi cu zi de design industrial, ceramică produsă la fabrica Arabia din Finlanda, de exemplu, sau izolatoarele de sticlă ale liniilor electrice.
Abordarea din urmă a fost descrisă de arhitectul Adolf Loos în manifestul său din 1908, și intitulat polemic Ornament și Crimă, în care declara că cică lipsa de decor ar fi semnul unei societăți avansate. Argumentul său a fost că ornamentul e ineficient din punct de vedere economic și „degenerează moral”, și că reducerea ornamentelor era un semn al progresului. Moderniștii erau nerăbdători să-l arate pe arhitectul american Louis Sullivan drept naș în cauza simplificării estetice, respingând nodurile ornamentelor cu modele complexe care articulau pielea structurilor sale.
Odată cu lucrările lui Le Corbusier și ale Bauhausului, prin anii 1920 și 1930, lipsa detaliilor decorative a devenit un semn distinctiv al arhitecturii moderne. În 1932 Philip Johnson și Henry-Russell Hitchcock au numit stilul ca fiind „stilul internațional”. Ceea ce a început ca o chestiune de gust s-a transformat într-un mandat estetic. Pe măsură ce stilul a lovit pasul în lucrarea postbelică extrem de dezvoltată a lui Mies van der Rohe, principiile modernismului din anii 1950 au devenit atât de stricte încât chiar și arhitecți performanți ca Edward Durrell Stone și Eero Saarinen puteau să fie ridiculizați și efectiv ostracizați pentru că se îndepărtau de regulile estetice.
Însăși diferența dintre ornament și structură e subtilă și poate arbitrară. Arcurile ascuțite și contraforturile zburătoare ale arhitecturii gotice sunt ornamentale, dar sunt necesare din punct de vedere structural; benzile ritmice colorate ale unui zgârie-nori în stilul internațional de Pietro Belluschi sunt integrale, nu se aplică, dar cu siguranță au un efect ornamental. În plus, ornamentele arhitecturale pot să servească scopului practic de stabilire a scării, semnalizării intrărilor și facilitării identificării căilor, iar aceste tactici utile de proiectare au fost scoase în afara legii. Și la mijlocul anilor 1950, personajele moderniste Le Corbusier și Marcel Breuer își încălcaseră propriile reguli producând lucrări de beton extrem de expresive și sculpturale.

## Compendii de ornamente din secolul al XIX-lea
- Dolmetsch, Heinrich (1898). The Treasury of Ornament. (s:de:Heinrich Dolmetsch)
- Owen Jones (1856) The Grammar of Ornament.
- Meyer, Franz Sales, (1898), A Handbook of Ornament
- Speltz, Alexander (1915). The Coloured Ornament of All Historical Styles.